# Gangstar: Miami Vindication
Gangstar: Miami Vindication — игра для мобильных устройств в жанре action-adventure, выпущенная французской компанией Gameloft в 2010 году на Java, iOS и Android.

## Геймплей
В Gangstar: Miami Vindication есть открытый мир. Выбор оружия варьируется от бейсбольных бит до огнемётов. В игре присутствуют 75 миссий, их целью может стать поездка в определённую точку города, угона машины или гонка. Кроме того, можно полностью игнорировать задания и делать всё, что хочется.

## Отзывы
Игра получила в основном положительные отзывы. Рецензент IGN написал: «Gangstar: Miami Vindication — это улучшенная версия West Coast Hustle [предыдущей части], которая развлечёт геймеров, которые ищут приключения в стиле Grand Theft Auto для iPhone». Издание TouchArcade предпочло Grand Theft Auto: Chinatown Wars, однако отметило, что людям, которым не нравится вид сверху, стоит ознакомиться с Gangstar: Miami Vindication.